# Kirchberg (Oberbayern)
Kirchberg er en kommune i Landkreis Erding i Regierungsbezirk Oberbayern i den tyske delstat Bayern. Den er en del af Verwaltungsgemeinschaft Steinkirchen.

## Geografi
Kirchberg ligger i Region München, i det bakke- og skovrige landskab Holzland cirka 14 km syd for Moosburg an der Isar, 21 km fra både Landshut og Dorfen, 19 km fra landkreisens administrationsby Erding og 24 km fra Flughafen München. Til delstatshovedstaden München er der 56 km. I kommunen er der 26 landsbyer og bebyggelser.
- Wikimedia Commons har flere filer relateret til Kirchberg (Oberbayern)